# Игрово (Вологодская область)
Игрово — упразднённый хутор в Бабушкинском районе Вологодской области.
Входил в состав сельского поселения Миньковское (до 2015 года входила в Юркинское сельское поселение), с точки зрения административно-территориального деления — в Юркинский сельсовет.
Расстояние по автодороге до районного центра села имени Бабушкина — 61 км, до деревни Юркино — 10 км. Ближайшие населённые пункты — Пустошь, Свертнево, Зубариха.
По данным переписи в 2002 году постоянного населения не было.
Упразднён 27.11.2020.